# Rue Bernard-de-Ventadour
Ne doit pas être confondu avec Rue de Ventadour.
La rue Bernard-de-Ventadour est une voie du 14e arrondissement de Paris, en France.

## Situation et accès
La rue Bernard-de-Ventadour est une voie publique située dans le 14e arrondissement de Paris. Elle débute au 83, rue Pernety et se termine au 7, rue Desprez.

## Origine du nom

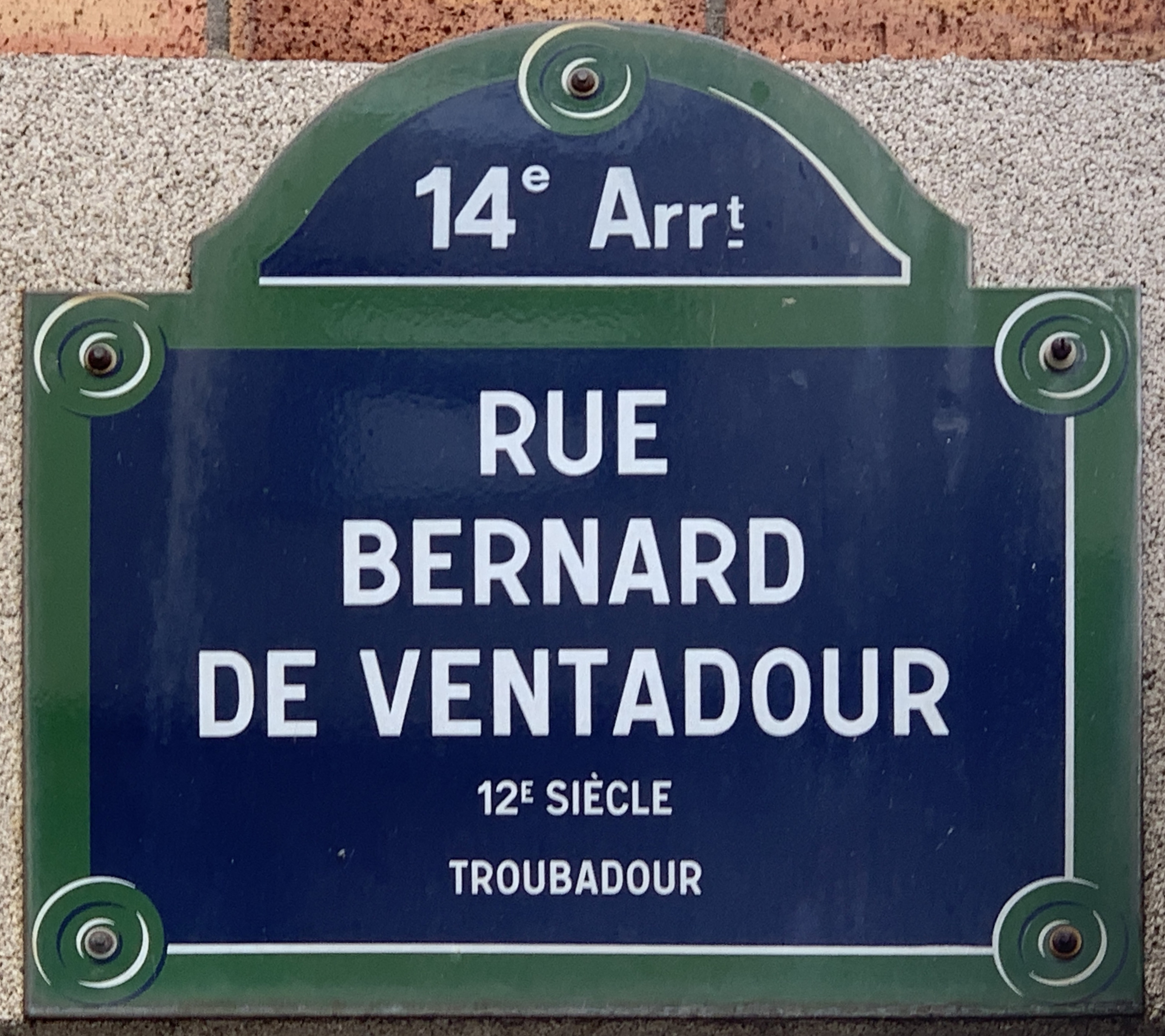
Plaque de la rue.

La rue a été nommée d'après Bernart de Ventadour (1150-1200), troubadour limousin du XIIe siècle.

## Historique
La voie est créée dans le cadre de l'aménagement de la ZAC Guilleminot-Vercingétorix sous le nom provisoire de « voie Y/14 » et prend sa dénomination actuelle par arrêté municipal du 4 décembre 1986.